# ライプツィヒ (軽巡洋艦・3代)
|          |                                                                                |
| 艦歴     |                                                                                |
| 発注:    | 1928年                                                                         |
| 起工:    | 1928年4月18日                                                                  |
| 進水:    | 1929年10月18日                                                                 |
| 就役:    | 1931年10月8日                                                                  |
| 退役:    | 1945年12月20日                                                                 |
| その後:  | 1946年7月20日に海没処分                                                        |
| 除籍:    |                                                                                |
| 性能諸元 |                                                                                |
| 排水量:  | 8,380 トン                                                                     |
| 全長:    | 177 m                                                                          |
| 全幅:    | 16.30 m                                                                        |
| 吃水:    | 5.65 m                                                                         |
| 機関:    | 蒸気タービン 60,000 shp (45 MW) ディーゼルエンジン 12,400 hp (9.3 MW)          |
| 最大速:  | 32ノット                                                                       |
| 兵員:    | 850名                                                                          |
| 兵装:    | 3連装5.9インチ砲塔3基 88mm砲6門 37mm砲8門 20mm対空砲8門 21インチ魚雷発射管12門 |

ライプツィヒ (Leipzig) は第一次世界大戦後に建造されたドイツ海軍の軽巡洋艦。ライプツィヒ級軽巡洋艦の1番艦。艦名ライプツィヒはザクセン州の都市。その名を持つ艦としては4隻目。

## 艦歴
ヴィルヘルムスハーフェン工廠で建造。1928年4月18日起工。1929年10月18日進水。1931年10月8日ヴィルヘルムスハーフェンで就役。
第二次世界大戦開戦時には、ポーランド艦艇の脱出阻止任務についており、それから北海での機雷敷設任務などに従事した。1939年11月には戦艦「シャルンホルスト」と「グナイゼナウ」の出撃に途中まで同行した。11月7日、キールのホルテナウ閘門沖で砲術練習艦「ブレムゼ」と衝突。修理に一週間を要した。
ドイツの駆逐艦はイギリス島東岸沖に機雷敷設を行っていて、その支援のために巡洋艦が投入された。12月12日、そのような支援作戦の一つで「ライプツィヒ」、「ニュルンベルク」（ギュンター・リュッチェンス少将座乗）、「ケルン」がSchillig Roadsから出撃した（Nanni-Sophie作戦）。12月13日10時40分にデンマーク船「Charkow」が発見され、「ライプツィヒ」が臨検を行った。ドイツの巡洋艦はイギリス潜水艦「サーモン」に発見され攻撃を受けた。まず、11時25分に「ライプツィヒ」が被雷した。魚雷は第1ボイラー室と第2ボイラー室の間の隔壁付近に命中し、両ボイラー室は浸水。第3ボイラーも燃料に水が混入して停止した。死者は14名で、すべてボイラー室にいた者であった。続いて「ニュルンベルク」も被雷した。「ライプツィヒ」は沈没の危険は無く、ディーゼル機関での自力航行は可能であったが出せる速度は10ノットであった。13時40分に駆逐艦「ヘルマン・キュンネ」、「リヒャルト・バイツェン」、「ブルーノ・ハイネマン」が合流し、それらに護衛されて3隻の巡洋艦は帰路についた。「ライプツィヒ」と「ニュルンベルク」の出せる速度の違いからリュッチェンスは別々に帰還することを決め、「ライプツィヒ」には「ケルン」と「リヒャルト・バイツェン」、「ブルーノ・ハイネマン」が同行した。翌朝には駆逐艦「ヘルマン・シェーマン」、「フリードリヒ・イーン」やFボート、Rボートと合流し、「ケルン」は「ヘルマン・シェーマン」、「フリードリヒ・イーン」を伴い「ライプツィヒ」とは別れた。12月14日午後、「ライプツィヒ」などはイギリス潜水艦「アーシュラ」に発見され攻撃を受けた。発射された魚雷は「F9」に命中し、「F9」は沈没した。同日夕方、「ライプツィヒ」はブルンスビュッテル沖に到着した。
キールのドイチェ・ヴェルケ社で修理が開始されたが、1940年2月27日に「ライプツィヒ」は退役、完全な修理はおこなわれず、「ライプツィヒ」は1940年12月1日に練習艦として再就役した。
1941年6月、通商破壊作戦に出撃する重巡洋艦「リュッツオウ」を護衛する。9月、サーレマー島攻略を支援する。
1942年12月のバレンツ海海戦の結果出されたヒトラーの命令により「ケルン」も退役した。
1943年8月1日再就役。1944年10月15日、グディニヤ沖で「ライプツィヒ」の中央部に重巡洋艦「プリンツ・オイゲン」が衝突した。この衝突で「ライプツィヒ」は19名の死者を出した。翌日2隻は引き離され、「ライプツィヒ」はゴーテンハーフェンへ曳航された。
1945年2月、「ライプツィヒ」はどうにか自力航行可能な状態にされ、以降避難民の輸送やソ連軍に対する砲撃に従事した。
1945年12月20日退役。ヴィルヘルムスハーフェンで宿泊艦として使用された後1946年7月20日にスカゲラク海峡で沈められた。